# PACSIN3
PACSIN3 (англ. Protein kinase C and casein kinase substrate in neurons 3) – білок, який кодується однойменним геном, розташованим у людей на короткому плечі 11-ї хромосоми. Довжина поліпептидного ланцюга білка становить 424 амінокислот, а молекулярна маса — 48 487.
| 10         |  | 20         |  | 30         |  | 40         |  | 50         |
| ---------- |  | ---------- |  | ---------- |  | ---------- |  | ---------- |
| MAPEEDAGGE |  | ALGGSFWEAG |  | NYRRTVQRVE |  | DGHRLCGDLV |  | SCFQERARIE |
| KAYAQQLADW |  | ARKWRGTVEK |  | GPQYGTLEKA |  | WHAFFTAAER |  | LSALHLEVRE |
| KLQGQDSERV |  | RAWQRGAFHR |  | PVLGGFRESR |  | AAEDGFRKAQ |  | KPWLKRLKEV |
| EASKKSYHAA |  | RKDEKTAQTR |  | ESHAKADSAV |  | SQEQLRKLQE |  | RVERCAKEAE |
| KTKAQYEQTL |  | AELHRYTPRY |  | MEDMEQAFET |  | CQAAERQRLL |  | FFKDMLLTLH |
| QHLDLSSSEK |  | FHELHRDLHQ |  | GIEAASDEED |  | LRWWRSTHGP |  | GMAMNWPQFE |
| EWSLDTQRTI |  | SRKEKGGRSP |  | DEVTLTSIVP |  | TRDGTAPPPQ |  | SPGSPGTGQD |
| EEWSDEESPR |  | KAATGVRVRA |  | LYDYAGQEAD |  | ELSFRAGEEL |  | LKMSEEDEQG |
| WCQGQLQSGR |  | IGLYPANYVE |  | CVGA       |  |            |  |            |

A: Аланін

C: Цистеїн

D: Аспарагінова кислота

E: Глутамінова кислота

F: Фенілаланін

G: Гліцин

H: Гістидин

I: Ізолейцин

K: Лізин

L: Лейцин

M: Метіонін

N: Аспарагін

P: Пролін

Q: Глутамін

R: Аргінін

S: Серин

T: Треонін

V: Валін

W: Триптофан

Кодований геном білок за функцією належить до фосфопротеїнів. 
Задіяний у такому біологічному процесі, як ендоцитоз. 
Білок має сайт для зв'язування з ліпідами. 
Локалізований у клітинній мембрані, цитоплазмі, мембрані.